# 明日の花嫁さん
「明日の花嫁さん」（あしたのはなよめさん）は、ずうとるびの12枚目のシングルで同メンバーの山田隆夫が最後に参加したシングルとなった。
1977年5月5日に東芝EMI（現・ユニバーサルミュージック／EMI Records Japanレーベル）から発売された。

## 解説
- 今作のレコーディング・ジャケット撮影はイギリスのロンドンで行われた。[1]
- 今作の作詞は岩谷時子。作曲は山田隆夫。
- 山田によると編曲はエルトン・ジョンのアレンジャーが行ったとのこと。[1]
- 今作のジャケットの元ネタはビートルズの「ツイスト・アンド・シャウト」である。[1]
- 一度だけ、新メンバー池田善彦を交えて 5人で歌ったことがある。
- また、この曲は「恋の夜行列車」と同じくのちに結婚する[2]吉川桂子のために作った曲だった事を山田が著書で明かしている[3]。

## 収録曲
A面
- 明日の花嫁さん（作詞：岩谷時子、作曲：山田隆夫）

B面
- 二人の夏（作詞：岩谷時子、作曲：山田隆夫）